# Tống Giáo Nhân
Tống Giáo Nhân (tiếng Trung: 宋教仁; bính âm: Sòng Jiàorén; Wade–Giles: Sung Chiao-jen; sinh ngày 5 tháng 4 năm 1882, mất ngày 22 tháng 3 năm 1913), là một nhà cách mạng và chính trị gia người Trung Quốc, thành viên nòng cốt của Quốc Dân Đảng. Năm 1905, ông cùng Tôn Trung Sơn thành lập Đồng Minh Hội. Sau Cách mạng Tân Hợi, ông được mời tham gia chính phủ của Viên Thế Khải. Sau đó tập hợp một số đảng viên có khuynh hướng dân chủ trong Quốc hội cùng Đồng Minh Hội lập ra Quốc Dân Đảng (1912), ông trở thành nhân vật đối lập với Viên Thế Khải.
Ngày 20 tháng 3 năm 1913, ông đã bị ám sát ở nhà ga Thượng Hải khi ông đang chuẩn bị bài diễn văn vận động ủng hộ chính phủ. Người ta nghi ngờ Viên Thế Khải là người xúi giục tổ chức cuộc ám sát này.